# تحصن گرینزبورو
تحصن‌های گرینسبورو مجموعه ای از اعتراضات مسالمت آمیز در گرینزبورو، کارولینای شمالی، در سال ۱۹۶۰ بود، که منجر به لغو قانون تفکیک نژادی در فروشگاه‌های زنجیره ای شرکت وولورث شد. گرچه این اولین تحصن جنبش حقوق مدنی نبود، تحصن گرینسبورو یک اقدام مؤثر و همچنین شناخته شده ترینِ تحصن‌های جنبش حقوق مدنی بود. آنها بعنوان کاتالیزور حرکت بعدی تحصن درنظر گرفته می‌شوند. این تحصن‌ها منجر به افزایش احساسات ملی در یک دوره مهم در تاریخ ایالات متحده شد. محل رویداد اصلی در گرینزبوروی کارولینای شمالی، یعنی فروشگاه وولورث، اکنون مرکز و موزه بین‌المللی حقوق مدنی است.

## زمینه
در حالی که تحصن گرینزبورو تأثیرگذارترین و مهمترین تحصن جنبش حقوق مدنی بود، اولین مورد نبود. در آگوست سال ۱۹۳۹، ساموئل ویلبرت تاکر، وکیل سیاه‌پوست، تحصنی در کتابخانه منتخب اسکندریه، در ویرجینیا، برگزار کرد. در سال ۱۹۴۲، کنگره برابری نژادی از تحصنی در شیکاگو حمایت کرد، همان‌طور که در سنت لوئیس در سال ۱۹۴۹ و بالتیمور در سال ۱۹۵۲ حمایت کرده بود.

## رویداد اصلی

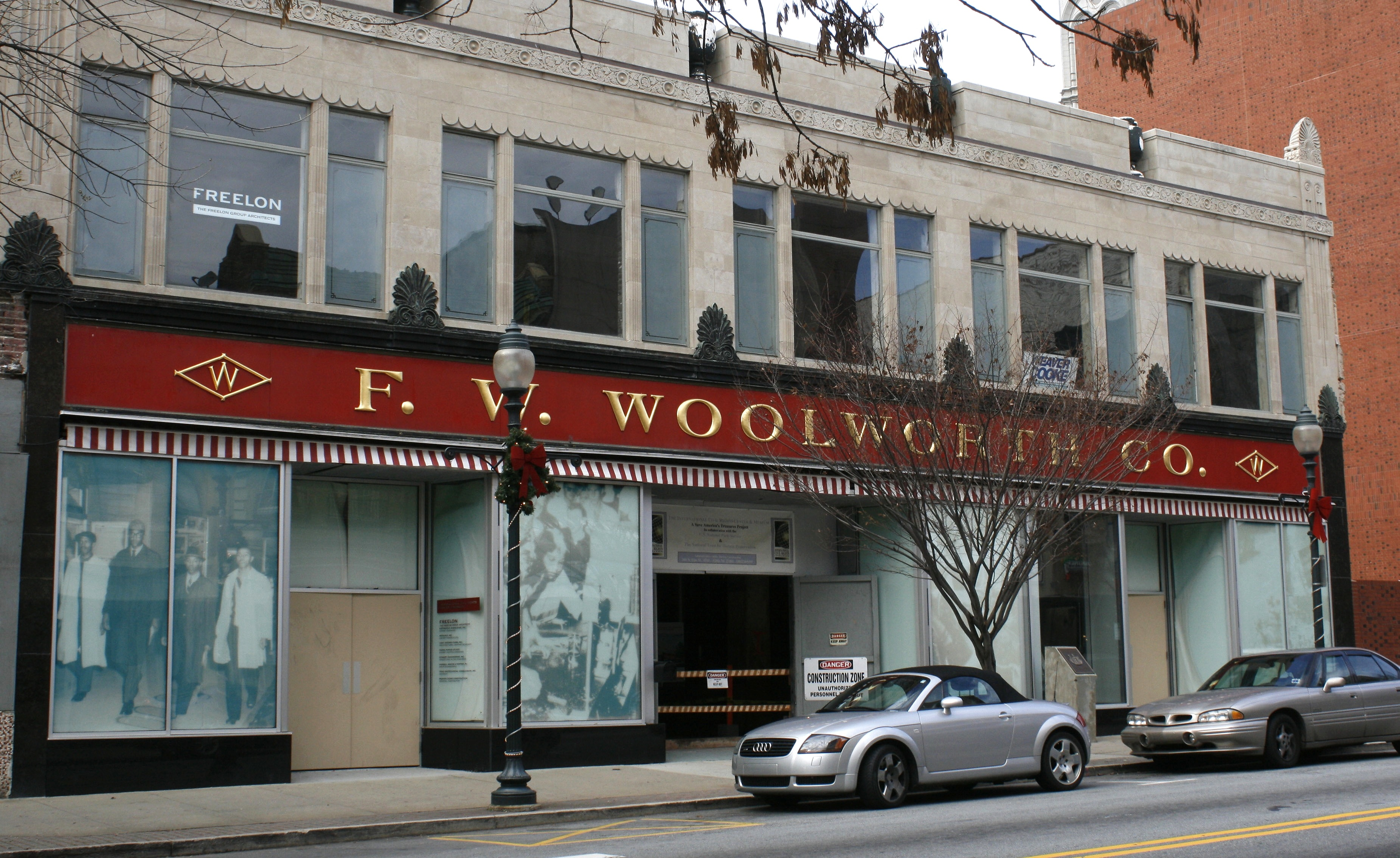
شعبه‌ای از فروشگاه وولورث که حوادث در آن واقع شد.

این رویداد در واقع شامل سلسه نشست‌ها و بحث‌هایی است که در چند روز پی در پی در فوریه ۱۹۶۰ در فروشگاه وولورث رخ داد.

### روز اول
در اول فوریه ۱۹۶۰، ساعت ۴:۳۰ بعد از ظهر، چهار نفر، که بعدها به چهاتای گرینزبورو معروف شدند، پشت پیشخوان داخل فروشگاه وولورث در خیابان ۱۳۲ علم جنوبی در گرینزبورو نشستند. آنها بدون هیچ مشکلی خمیردندان و سایر محصولات را در فروشگاه خریداری کرده بودند ولی وقتی پشت پیشخوان ناهارخوری درخواست یک فنجان کردند، از دریافت خدمات بازماندند. مطابق سیاست‌های فروشگاه، کارمندان حق سرویس دهی به سیاه پوستان را در قسمتی که مختص سفیدپوستان بود نداشتند؛ لذا مدیر فروشگاه از آنان خواست که آن مکان را ترک کنند. هرچند که آن چهار نفر تا آخر شب و هنگامی که فروشگاه تعطیل شد آنجا نشستند و شب به محوطه دانشگاه رفتند تا با جمع کردن تعداد بیشتری از دانشجویان فردا نیز به همان فروشگاه بازگردند.

### روز دوم
روز بعد، در تاریخ ۲ فوریه ۱۹۶۰، بیش از بیست دانشجوی سیاه‌پوست، که از سایر گروه‌های دانشگاه به کار گرفته شده بودند، به تحصن پیوستند. این گروه شامل چهار زن بود و آنها برای مشغول ماندن در حین تحصن که از ساعت ۱۱ صبح تا ۳ بعد از ظهر بود کارهای مدرسه و دانشگاهشان را انجام می‌دادند. این گروه مجدداً از ارائهٔ خدمات محروم ماندند و مورد آزار و اذیت مشتریان سفیدپوست در فروشگاه وولورث قرار گرفتند. با این حال تحصن در روز دوم روزنامه‌های محلی را به همراه خبرنگاران، یک فیلمبردار تلویزیون و مأموران پلیس در طول روز به خود مشغول کرد. در آن شب در محوطه دانشگاه، کمیته اجرایی دانشجویی برای عدالت تشکیل شد و کمیته نامه ای به رئیس وولورث ارسال کرد که «موضعی محکم برای رفع تبعیض بگیرد».

### روز سوم
در ۳ فوریه ۱۹۶۰ تعداد این افراد به بیش از ۶۰ نفر افزایش یافت، که شامل دانش آموزان دبیرستان دادلی می‌شد. تقریباً یک سوم معترضین زن بودند که بسیاری از آنها دانشجویانی از کالج بنت ، یک کالج سیاه‌پوست در گرینزبورو، بودند. مشتریان سفیدپوست، دانشجویان سیاه‌پوست را برانداز می‌کردند که کتاب می‌خواندند و مطالعه می‌کردند، در حالی که کارمندان پیشخوان ناهار همچنان از خدمات خودداری می‌کردند. برخی رؤسای فروشگاه در آن روز در فروشگاه حضور داشتند. دفتر مرکزی وولورث گفت که این شرکت «طبق عرف محلی» عمل می‌کند و سیاست جدایی خود [بین سیاه و سفیدپوستان] را حفظ می‌کند.

### روز چهارم
در ۴ فوریه ۱۹۶۰ بیش از ۳۰۰ نفر در تحصن شرکت کردند. این گروه اکنون دانشجویان دانشگاه کارولینای شمالی، A&T کارولینای شمالی، کالج بنت و دبیرستان دودلی را شامل می‌شد و آنها تمام قسمت‌های صندلی ناهارخوری را پر کردند. سه دانشجو از کالج دخترانهٔ دانشگاه کارولینای شمالی (با نام کنونی دانشگاه کارولینای شمالی در گرینزبورو) به نام‌های جنی سایمن، مریلین لوت و آن دارسلی نیز به این اعتراض پیوستند. سازمان‌ها موافقت کردند که اعتراضات تحصن را در ناهارخوری فروشگاه کرس نیز گسترش دهند. دانشجویان، مدیران کالج‌ها و نمایندگان دو فروشگاه وولورث و کرس برای بحث و گفتگو دور هم نشستند، اما با امتناع فروشگاه‌ها از ادغام پیشخوان سیاه و سفیدپوستان، این جلسه بی‌نتیجه ماند.

### روز پنجم
در ۵ فوریه ۱۹۶۰، محیطی پرتنش در پیشخوان وولورث پدید آمد که ۵۰ مرد سفیدپوست در مقابل میز در برابر معترضین، که اکنون دانشجویان سفیدپوست کالج را نیز شامل می‌شد، نشسته بودند. باز هم بیش از ۳۰۰نفر تا ساعت ۳ بعد از ظهر در فروشگاه حضور داشتند که در این زمان پلیس دو مشتری جوان سفیدپوست را به جرم فحاشی و فریاد کشیدن دستگیر کرد و پس از آن پلیس قبل از تعطیلی فروشگاه در ساعت ۵:۳۰ بعدازظهر، سه مشتری خارجی را بازداشت کرد. جلسه دیگری بین دانشجویان، مسئولان کالج و نمایندگان فروشگاه برگزار شد و دوباره هیچ قطعنامه ای حاصل نشد. نمایندگان فروشگاه ناامید شدند که تنها برخی از فروشگاه‌های تفکیک شده معترض بوده و از مدیران دانشگاه خواستار مداخله شدند، در حالی که برخی از مدیران پیشنهاد بسته شدن موقت پیشخوان‌ها را دادند.

### روز ششم
روز شنبه، ۶ فوریه ۱۹۶۰، بیش از ۱۴۰۰ دانش آموز A&T در کارولینای شمالی در سالن هریسون در محوطه دانشگاه دیدار کردند. آنها به ادامه اعتراضات رای دادند و به فروشگاه وولورث رفتند و این فروشگاه را پر کردند. بیش از ۱۰۰۰ معترض و ضد معترض در ظهر این روز وارد فروشگاه شدند. حوالی ساعت ۱ بعد از ظهر، یک تهدید بمب‌گذاری برای ساعت ۱:۳۰ بعد از ظهر با تماس به فروشگاه دریافت شد و باعث شد معترضین به سمت فروشگاه کرس که بلافاصله تعطیل شد، بروند.

## تأثیرات
علیرغم واکنش گاه خشونت‌آمیز به تحصن، این تظاهرات‌ها سرانجام منجر به تغییر اجتماعی شد. به عنوان مثال، تحصن تحصیل کنندگان توجه چشمگیر رسانه‌ها و دولت‌ها را به خود جلب کردند. هنگامی که تحصن وولورث آغاز شد، روزنامه گرینزبورو روزانه مقالاتی را در مورد رشد و تأثیر تظاهرات منتشر می‌کرد. نشانه‌های این تحصن در شهرهای دیگر نیز منتشر شد، زیرا این تظاهرات در ایالت‌های جنوبی گسترش یافت. در شانزدهم مارس ۱۹۶۰، رئیس‌جمهور دویت آیزنهاور ابراز نگرانی خود از کسانی که برای حقوق بشر و شهروندی خود می‌جنگند ابراز داشت، و اظهار داشت که وی عمیقاً دلسوز تلاش‌های گروهی است که برای تضمین بهره‌مندی از حقوق برابری و مساوات مطابق قانون اساسی فعالیت می‌کنند. همچنین، این تحصن عامل مؤثر در تشکیل کمیته هماهنگی دانشجویان علیه خشونت (SNCC) بود.